# Извара (Ломоносовский район)
Извара — деревня в Лопухинском сельском поселении Ломоносовского района Ленинградской области.

## История

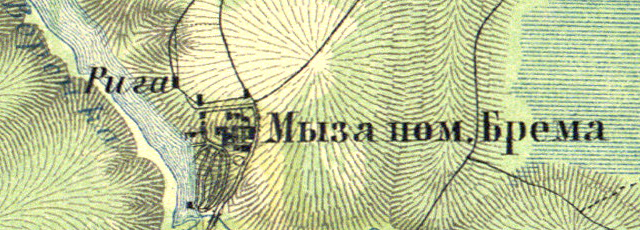
Земли современной деревни Извара на карте 1860 года

Согласно «Топографической карте частей Санкт-Петербургской и Выборгской губерний» в 1860 году на месте деревни Извара находилась рига и мыза помещика Брема.
По данным 1933 года деревня Извара в составе Ораниенбаумского района не значилась.
По данным 1966, 1973 и 1990 годов деревня Извара входила в состав Лопухинского сельсовета.
В 1997 году в деревне Извара Лопухинской волости проживали 2 человека, в 2002 году — 4 человека (все русские), в 2007 году — в деревне не было постоянного населения.

## География
Деревня расположена в юго-западной части района к западу от автодороги 41К-026 (Лопухинка — Шёлково), к югу от административного центра поселения, деревни Лопухинка.
Расстояние до административного центра поселения — 7 км.
Расстояние до ближайшей железнодорожной станции Копорье — 38 км.
Через деревню протекает река Воронка.

## Демография
| 2002 | 2007 | 2010 | 2017 |
| ---- | ---- | ---- | ---- |
| 4    | ↘0   | ↗4   | ↘3   |

## Улицы
переулок Липовая Аллея, Озёрная, Солнечная, переулок Старая Извара.